# Mike Vogel

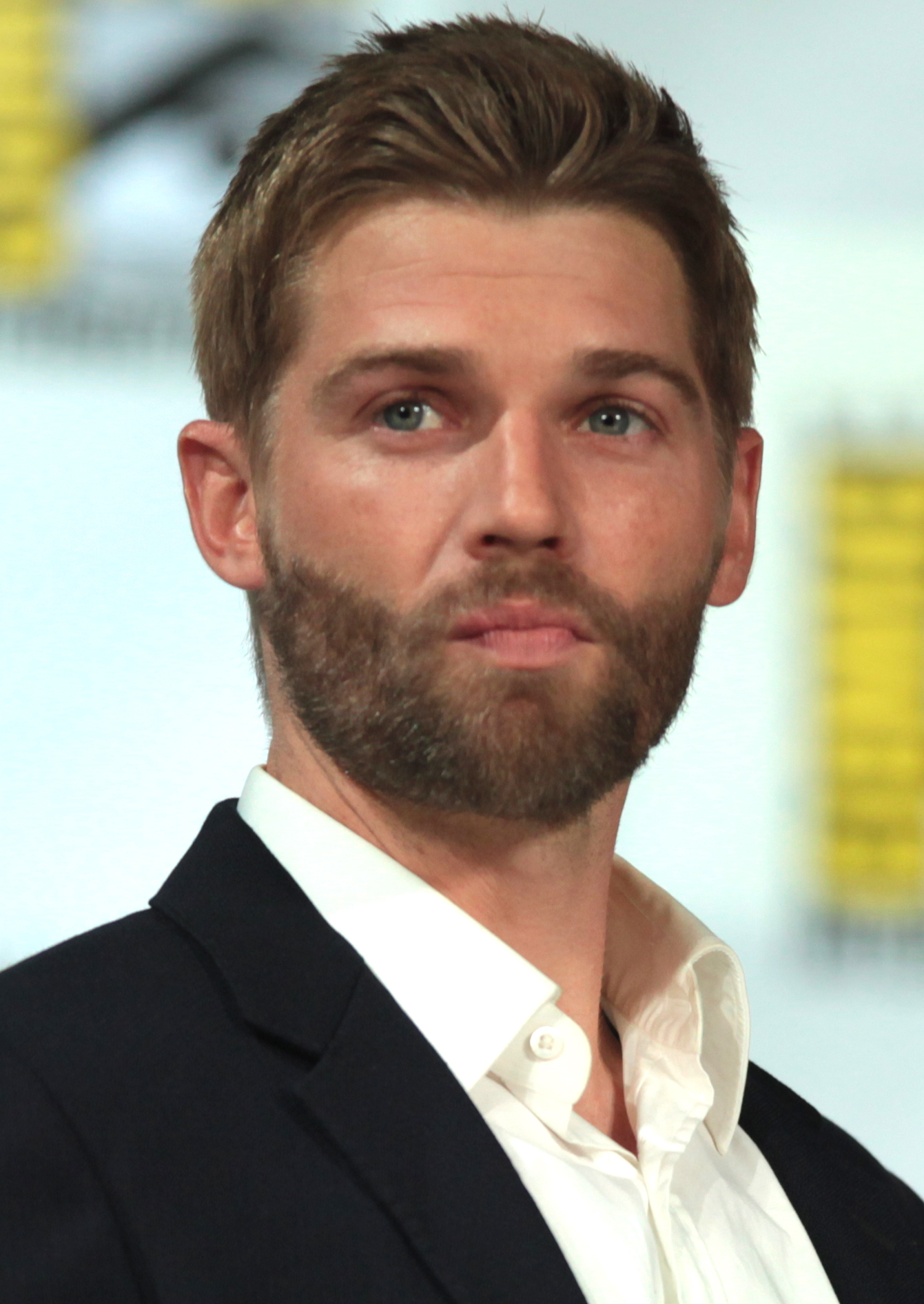
Mike Vogel (2014)

Michael James Vogel (* 17. Juli 1979 in Abington, Pennsylvania) ist ein US-amerikanischer Schauspieler.

## Leben
Vogel wurde in Abington, Pennsylvania, geboren. Er wuchs in Warminster, Pennsylvania, auf, wo er die örtliche William Tennent High School besuchte. In den frühen 2000er Jahren reiste er häufig nach New York City, um dort für Rollen vorzusprechen und als Model für Levi’s zu arbeiten.
Vogel begann seine Schauspielkarriere 2001 in der Fernsehserie Keine Gnade für Dad und ist seitdem in Filmen wie Michael Bay’s Texas Chainsaw Massacre, Eine für 4 und Poseidon zu sehen gewesen. Von Juni 2013 bis September 2015 spielte er die Rolle von Dale „Barbie“ Barbara in der Science-Fiction-Serie Under the Dome, die auf dem im Original gleichnamigen Roman Die Arena von Stephen King basiert.
Vogel ist verheiratet und ist Vater von zwei Töchtern und eines Sohnes. Er hat zwei jüngere Geschwister.

## Filmografie (Auswahl)
- 2001–2004: Keine Gnade für Dad (Grounded for Life, Fernsehserie, 15 Folgen)
- 2003: Michael Bay’s Texas Chainsaw Massacre (The Texas Chainsaw Massacre)
- 2003: Grind – Sex, Boards & Rock’n’Roll (Grind)
- 2005: Eine für 4 (The Sisterhood of the Traveling Pants)
- 2005: Havoc
- 2005: Supercross
- 2005: Wo die Liebe hinfällt … (Rumor Has It…)
- 2006: Poseidon
- 2006: Caffeine
- 2007: The Deaths of Ian Stone
- 2008: Cloverfield
- 2009: Across the Hall
- 2009: Open Graves
- 2010: Zu scharf um wahr zu sein (She’s Out of My League)
- 2010: Blue Valentine
- 2010: Miami Medical (Fernsehserie, 13 Folgen)
- 2011: Der perfekte Ex (What’s Your Number?)
- 2011: The Help
- 2011–2012: Pan Am (Fernsehserie, 14 Folgen)
- 2013: Bates Motel (Fernsehserie, 7 Folgen)
- 2013–2015: Under the Dome (Fernsehserie, 39 Folgen)
- 2014: In My Dreams (Fernsehfilm)
- 2015: Childhood’s End (Miniserie, 3 Episoden)
- 2017: Der Fall Jesus (The Case for Christ)
- 2017–2018: The Brave (Fernsehserie, 13 Folgen)
- 2019: Secret Obsession
- 2020: Fantasy Island
- 2021–2023: Sex/Life (Fernsehserie)
- 2024: Law & Order (Fernsehserie, 1 Folge)